# DJ Durel
Daryl McPherson, cunoscut sub numele de DJ Durel, este un producător de muzica american, inginer de înregistrare și DJ din Cleveland, Ohio. El este DJ-ul oficial al grupului de rap din Atlanta, Migos.

## Cariera
La sfârșitul anului 2017, Control the Streets, Vol. 1, un album de compilație lansat de Quality Control Music, conținea șase piese produse de DJ Durel - mai mult decât orice alt producător prezintă pe albumul cu 30 de piese.
În 2018, Migos a lansat Culture II, acreditându-i pe DJ Durel și Quavo ca producători executivi ai albumului. DJ Durel este listat ca producător pe 12 din cele 24 de melodii de pe album și ca inginer de înregistrare pentru întregul album.
Durel susține că este al patrulea membru al lui Migos în biografia sa de pe Instagram, în ciuda faptului că grupul este un trio recunoscut de sine.

## Discografie procerilor

### 2014
- Migos – Rich Nigga Timeline

### 2015
- Migos – Yung Rich Nation

### 2017
- Quality Control – Control the Streets Vol. 1

### 2018
- Migos – Culture II
- Gucci Mane featuring Migos and Lil Yachty – "Solitaire"
- Lil Yachty – Lil Boat 2
- Takeoff - Last Rocket

### 2019
- Young Thug – So Much Fun